# الجامعة التقنية الوطنية البوليتكنيك في أوكرانيا

شعار الجامعة (قديم)

الجامعة التقنية الوطنية في أوكرانيا وكذلك تعرف باسم معهد إيغور سيكورسكي للفنون التطبيقية في كييف، هي جامعة تكنولوجية عامة تقع في كييف، أوكرانيا.

## اسم
- 1898-1918 معهد كييف البوليتكنيك للإمبراطور ألكسندر الثاني
- 1918-1934 معهد كييف للفنون التطبيقية
- 1934-1948 معهد كييف الصناعي
- 1948-1968 وسام معهد لينين كييف للفنون التطبيقية
- 1968-1992 وسام لينين معهد كييف للفنون التطبيقية في ذكرى الذكرى الخمسين لثورة أكتوبر الاشتراكية العظمى
- 1992-1995 معهد كييف للفنون التطبيقية
- 1995-2016 جامعة أوكرانيا التقنية الوطنية «معهد كييف للفنون التطبيقية» [9]
- 2016— جامعة أوكرانيا التقنية الوطنية «معهد إيغور سيكورسكي كييف للفنون التطبيقية» [10][11]

## التاريخ
تأسَّس المعهد في 31 أغسطس 1898 باسم معهد كييف للفنون التطبيقية للإمبراطور ألكسندر الثاني، ولكن لم يتم بناء مجمع المباني الحالي حتى عام 1902. حتى ذلك الحين، كان المعهد يؤجر مساحته في مبنى المدرسة التجارية الواقع في شارع فوروفسكي. في ذلك الوقت كان لديها أربعة أقسام: الهندسة الميكانيكية والكيميائية والزراعية والمدنية. بلغ عدد الطلاب الملتحقين الأول 360 طالبًا. قدم العلماء الروس البارزون دميتري مينديليف ونيكولاي جوكوفسكي وكليمنت أركاديفيتش تيميريازيف مساعدة علمية وتنظيمية كبيرة في تأسيس المعهد.
كان فيكتور كيربيتشوف أول عميد لمؤشر الأداء الرئيسي. يعود الفضل إلى حد كبير في جهود كيربيتشوف إلى أن أساتذة مثل في بي يارماكوف أو سي إم رافورماتسكي أو إم آي كونافالوف أو فلاديمير زوريكين أصبحوا أعضاء في هيئة التدريس الأولى. شارك المعهد منذ إنشائه في الإضراب الطلابي لعموم روسيا عام 1899، والذي أسفر عن اعتقال ونفي 32 طالبًا. في بداية عام 1899 تم إنشاء لجنة تنظيمية سرية للمعهد ولها علاقة وثيقة مع مجلس كييف للمجتمعات والمنظمات المتحدة.
في عام 1930، تم إنشاء جامعة كييف الوطنية للبناء والهندسة المعمارية (KNUCA) على أساس فرع البناء الجماعي والمصنع لمعهد كييف للفنون التطبيقية (KPI) وكلية الهندسة المعمارية في معهد كييف للفنون. أتاح تفكيك كييف في نوفمبر 1943 استعادة عمل المعهد: بدأ تسجيل المعلمين والموظفين والطلاب الذين عادوا إلى المعهد. بالفعل في النصف الثاني من يناير 1944، بدأت لجنة إدارية لمجموعة من الطلاب في الدورة الأولى وتجديد الطلاب الكبار. كانت جميع جهود فريق المعهد تهدف إلى ترميم القاعدة التعليمية، لأنه نتيجة للاحتلال النازي والمعارك الوحشية في كييف، تم تدمير أكثر من نصف المساحة الإجمالية للمباني التعليمية، وحرق بيوت الشباب، ونهب الممتلكات. بفضل إدراج المعهد في قائمة أهم جامعات الصناعة والنقل في البلاد، تم إعفاء طلاب جميع الدورات من الجائزة للجيش السوفيتي، وتم تزويدهم بمنحة دراسية متزايدة (أولاً وقبل كل شيء، يتعلق الأمر الطلاب الذين حصلوا على تخصصات من المسبك والتزوير والصحافة والإنتاج الكيميائي). منذ انتهاك توقيت أعمال إعادة البناء، في صيف عام 1945، قام الطلاب والمعلمون طواعية خلال شهر إجازة الإجازة بتنفيذ أعمال بناء عاجلة.
من الأهمية بمكان لتحسين جودة تدريب المتخصصين إجراء البحوث وإشراك الطلاب، وخاصة الدورات العليا. كان الشكل الرئيسي لمشاركتهم في العمل البحثي في سنوات ما بعد الحرب هو الدوائر العلمية، والتي على أساسها في أبريل 1946، تم تشكيل جمعية علمية وتقنية للطلاب في المعهد. في وقت الإنشاء، كان يحتوي على تسعة أقسام تضم 30 دائرة في التخصصات وحوالي 500 طالب. أقسام مدارة من كبار العلماء في المعهد. في تاريخ وجود الجامعة، كان هناك 23 رئيسًا لها.
في فترة الوجود الطويلة، تغير اسم المعهد عدة مرات:
- 1898-1918 - معهد كييف للفنون التطبيقية للإمبراطور أولكسندر الثاني
- 1918-1934 - معهد كييف للفنون التطبيقية
- 1934-1948 - معهد كييف الصناعي
- 1948-1968 - معهد لينين للفنون التطبيقية أمر كييف
- 1968-1992 - طلب كييف معهد لينين للفنون التطبيقية. الذكرى الخمسون لثورة أكتوبر الاشتراكية العظمى
- 1992-1995 - معهد كييف للفنون التطبيقية؛
- 1995-2016 - الجامعة التقنية الوطنية في أوكرانيا «معهد كييف البوليتكنيك». (مرسوم رئيس أوكرانيا رقم 289/95 المؤرخ 8 أبريل 1995 «بشأن معهد كييف للفنون التطبيقية»)
- 2016 - الجامعة التقنية الوطنية في أوكرانيا "معهد كييف للفنون التطبيقية الذي يحمل اسم إيغور سيكورسكي" (أمر وزارة التربية والتعليم وزارة الشؤون الداخلية 17.08.2016 رقم 992 "بشأن تكليف الجامعة التقنية الوطنية بأوكرانيا ("معهد كييف للفنون التطبيقية إيغور سيكورسكي")

أصبح معهد كييف للفنون التطبيقية، الذي تطور بنشاط، الأساس لتوسيع وتقوية شبكة فيشيفس كييف، أوكرانيا. في 1923-1933، وفي السنوات الأخيرة، تم إنشاء العديد من المؤسسات والجامعات والأكاديميات على أساس الأقسام والتخصصات الفردية لمؤشر الأداء الرئيسي. من ناحية أخرى، دخلت المؤسسات التعليمية الشهيرة في أوكرانيا التكوين الحالي للجامعة. وهكذا في المعهد العسكري للاتصالات والمعلوماتية بحلول التاريخ الرسمي للإنشاء يعتبر 1 مارس 1919 - يوم الموافقة على تجديد جمهورية الجمهورية لمشاريع الدورات الهندسية لـ إعداد فريق الجيش الأحمر للعمال الفلاحين، والذي أصبح في عام 1937 أساسًا لمدرسة كييف العسكرية التابعة لزي في ذا طاب لهم. إم آي كالينينا. تأسس معهد النشر-بوليغرافيك [منذ 6 سبتمبر 2004]، والذي تم تضمينه في KPI في عام 1989، في 1 يناير 1954 في كييف على أساس مدرسة الحرف الفنية للطابعات رقم 18، كنقطة تعليمية واستشارية (UCP) لمعهد الطباعة في موسكو.

## المنظمة

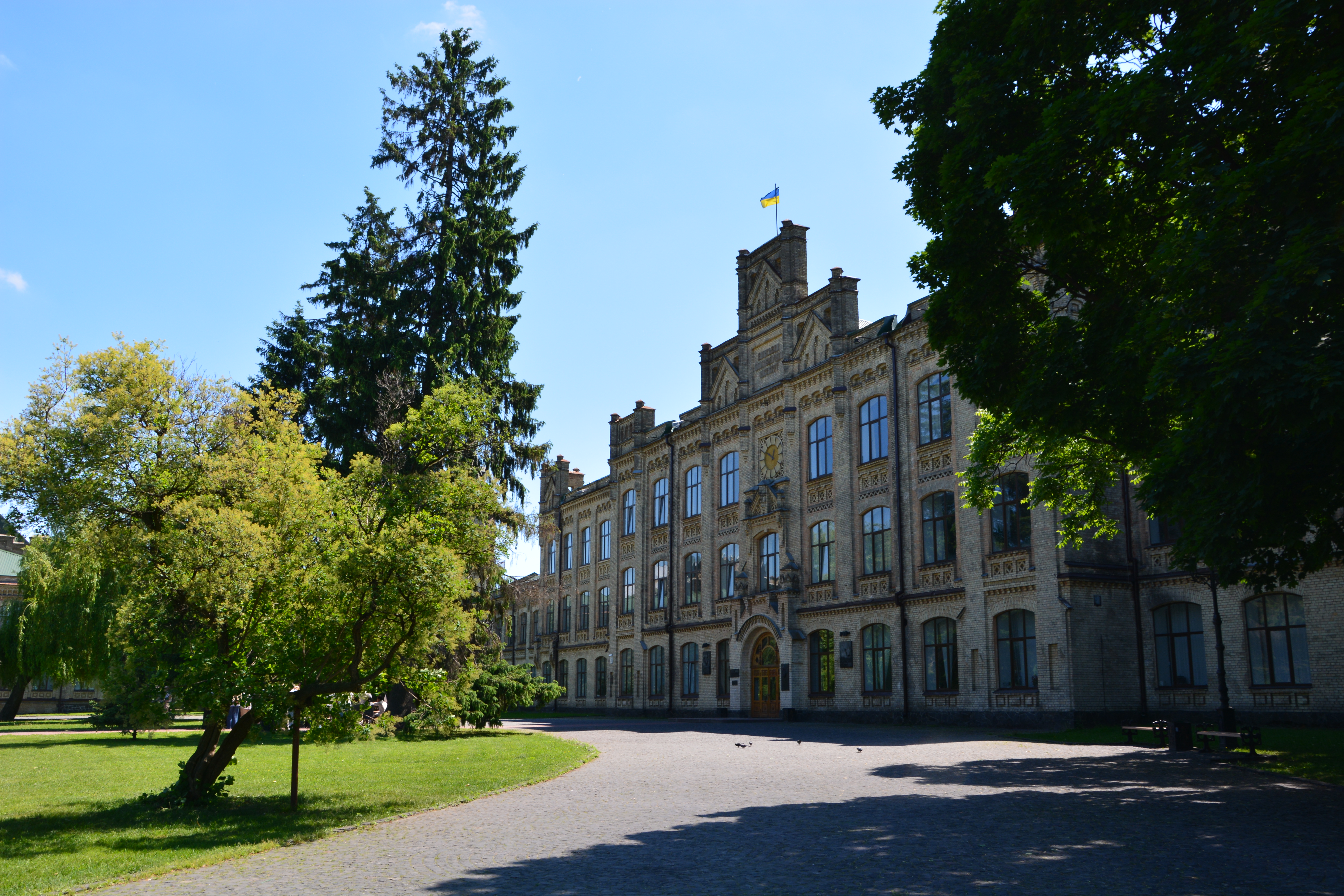
المبنى الرئيسي لمعهد كييف للفنون التطبيقية

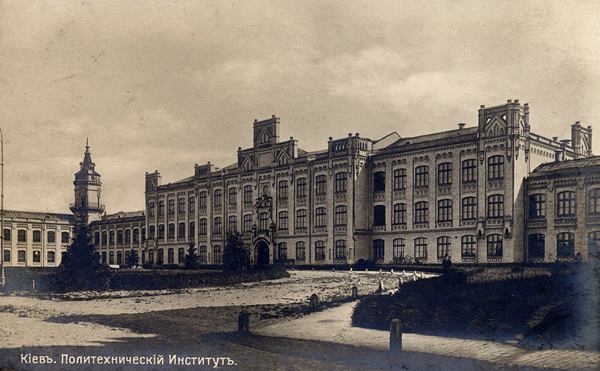
بطاقة بريدية من أوائل القرن العشرين عليها صورة المبنى الرئيسي للمعهد.

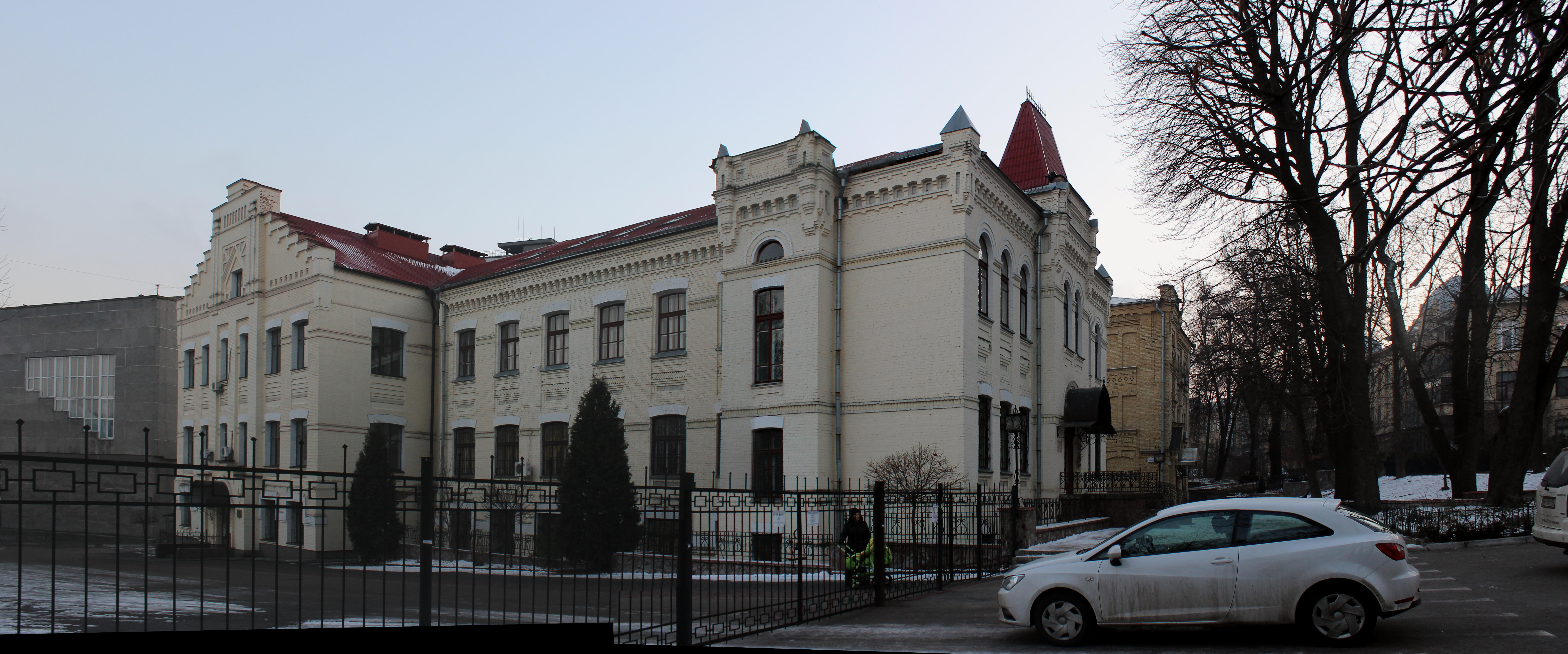
بناء صالة طعام قديمة (جزء من مجمع المبنى الأصلي)

### المعاهد
- المجمع التربوي والعلمي والعلمي «معهد تحليل النظم التطبيقية» (ESC IASA)
- المعهد التربوي والبحثي لأنظمة الاتصالات (ITS)
- معهد توفير الطاقة وإدارة الطاقة (IEE)
- معهد تقنيات الطيران (IAT)
- معهد الاتصالات الخاصة وأمن المعلومات (ISIS) [12]
- معهد الميكانيكا وبناء الآلات (MMI)
- معهد علوم المواد واللحام (IMZ)
- معهد النشر والطباعة (VPI)
- معهد الفيزياء والهندسة (PTI)
- معهد بين الفروع للتعليم بعد التخرج
- معهد التعليم قبل القبول والتوجيه المهني

### الكليات[13]
- الرياضيات التطبيقية (FPM) [14][15]
- الهندسة الطبية الحيوية (FBE) [16][17]
- التكنولوجيا الحيوية والتقنيات الحيوية (FBT) [18][19]
- الهندسة الكيميائية (IHF) [20][21]
- التكنولوجيا الكيميائية (XTF) [22][23]
- هندسة الطاقة الكهربائية والأتمتة (FEA) [24][25]
- إلكترونيات (FEL) [26][27]
- هندسة الحرارة والطاقة (TEF) [28][29]
- المعلوماتية وعلوم الكمبيوتر (FIOT) [30][31]
- هندسة الأجهزة (PBF) [32][33]
- اللغويات (فلوريدا) [34][35]
- الإدارة والتسويق (FMM) [36][37]
- الفيزياء والرياضيات (FMF) [38][39]
- هندسة الراديو (RTF) [40][41]
- علم الاجتماع والقانون (FSP) [42][43]

### خدمات
يوجد بالجامعة حرمين جامعيين، يقع أحدهما المركزي في كييف، والآخر في مدينة سلافوتيتش. يقع حرم جامعة كييف بالقرب من وسط المدينة في حديقة تحمل اسم الجامعة. يوجد هنا ما يقرب من 9000 من الطلاب غير الكييفيين في 21 مهجعًا، 3 منهم للطلاب المتزوجين. إن ظروف الحياة في قباب الجامعة هي مسألة شكاوى عديدة من سكانها الذين يعيشون عادة في غرف مساحتها 18 مترًا مربعًا من قبل 4 أشخاص في الغرفة. يوجد بالمعهد قسم طبي للمرضى الخارجيين لأصحاب العمل والطلاب.

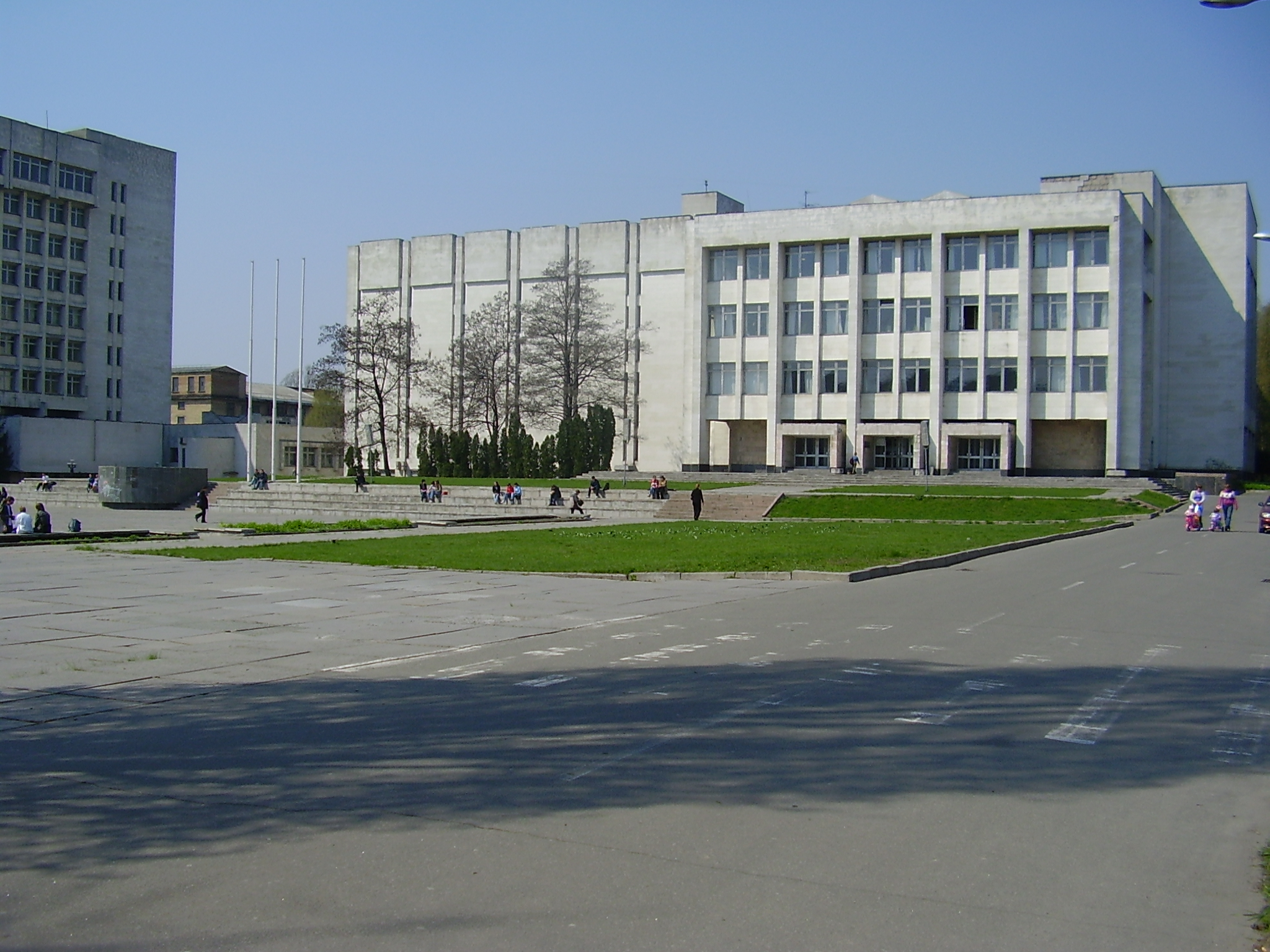
معهد كييف للفنون التطبيقية - المكتبة الفنية.

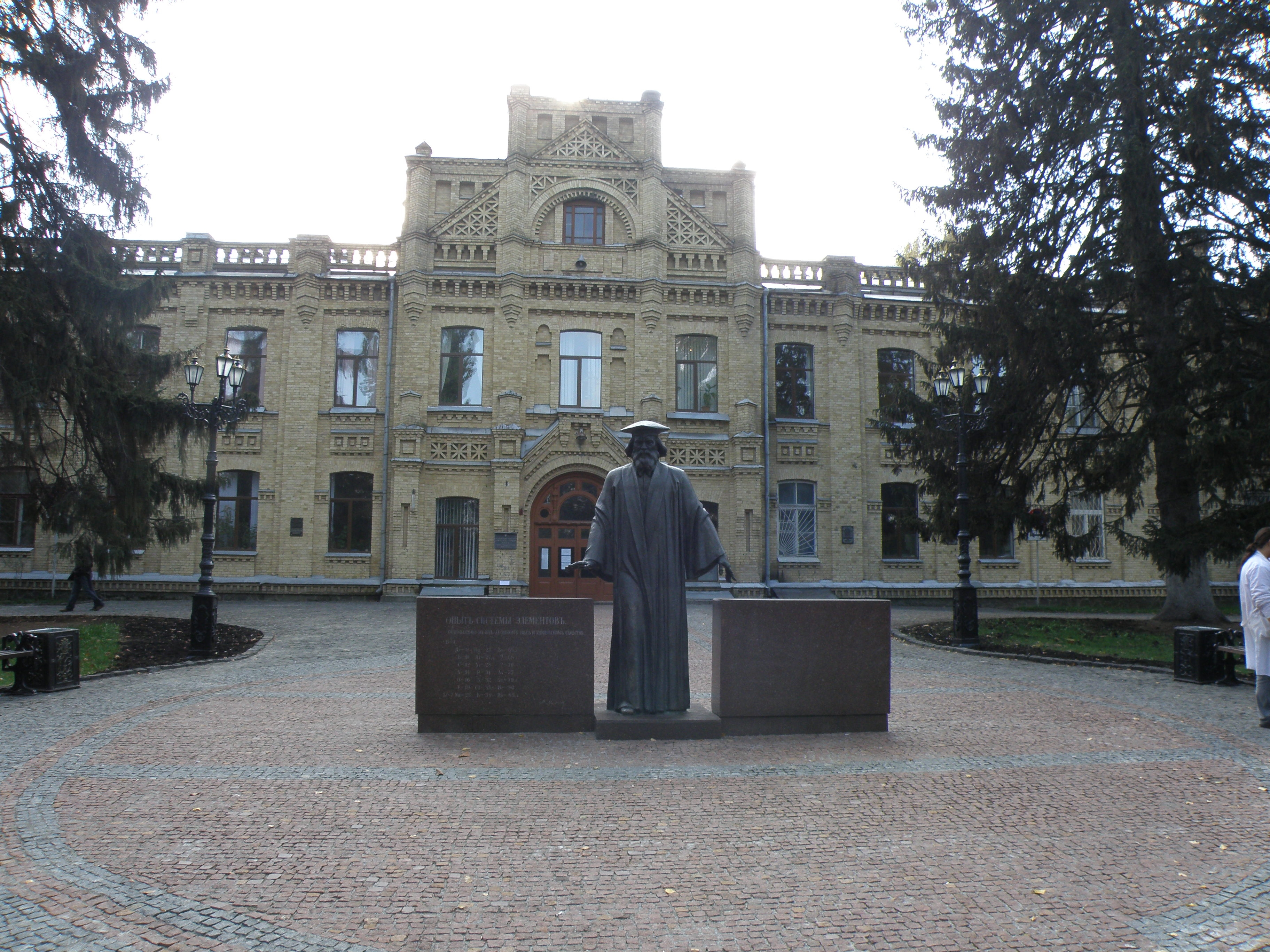
نصب تذكاري للكيميائي دميتري مندليف، الذي كان أول رئيس للجنة الامتحان

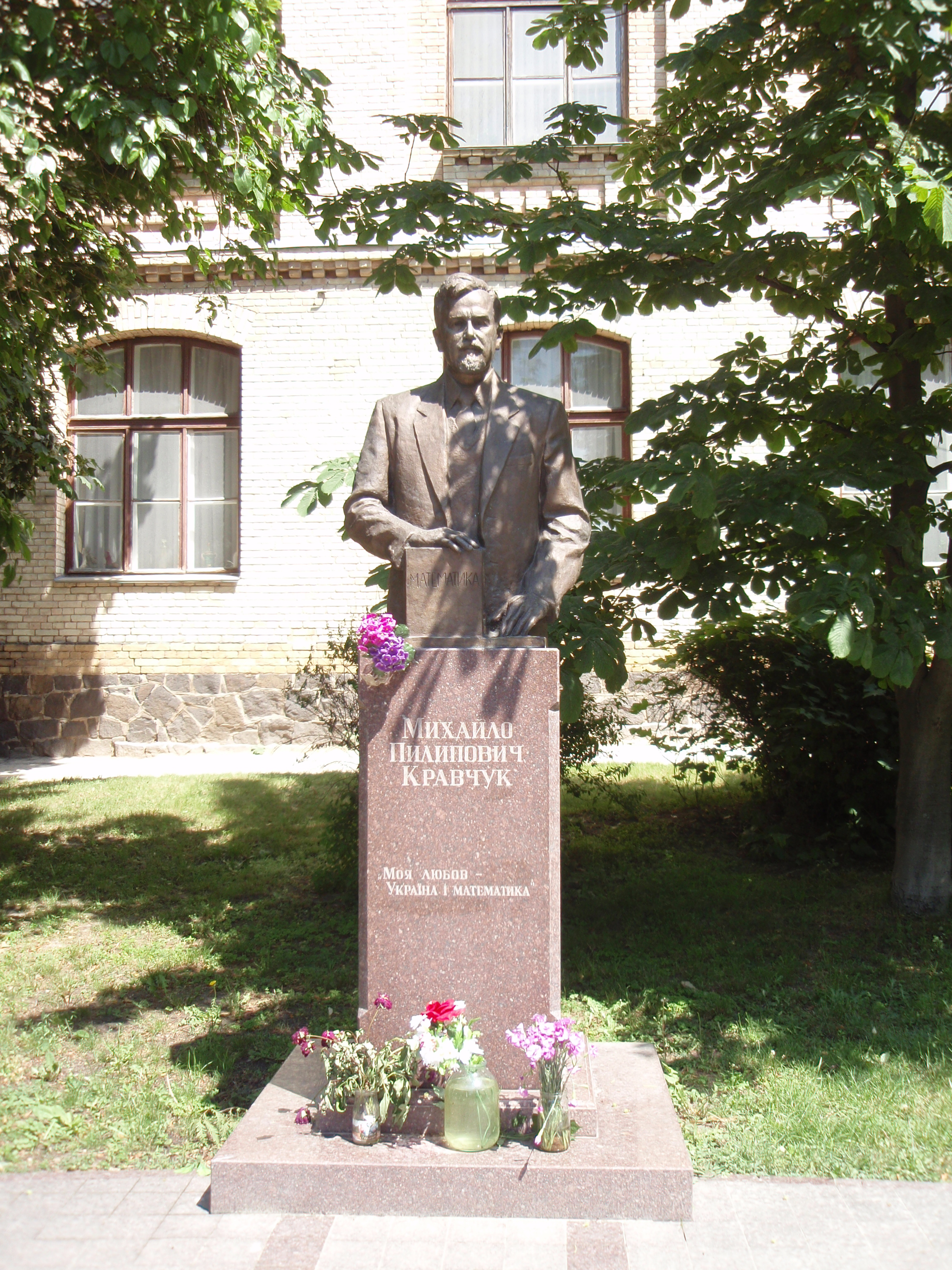
نصب تذكاري لميخايلو كرافتشوك في حديقة الجامعة

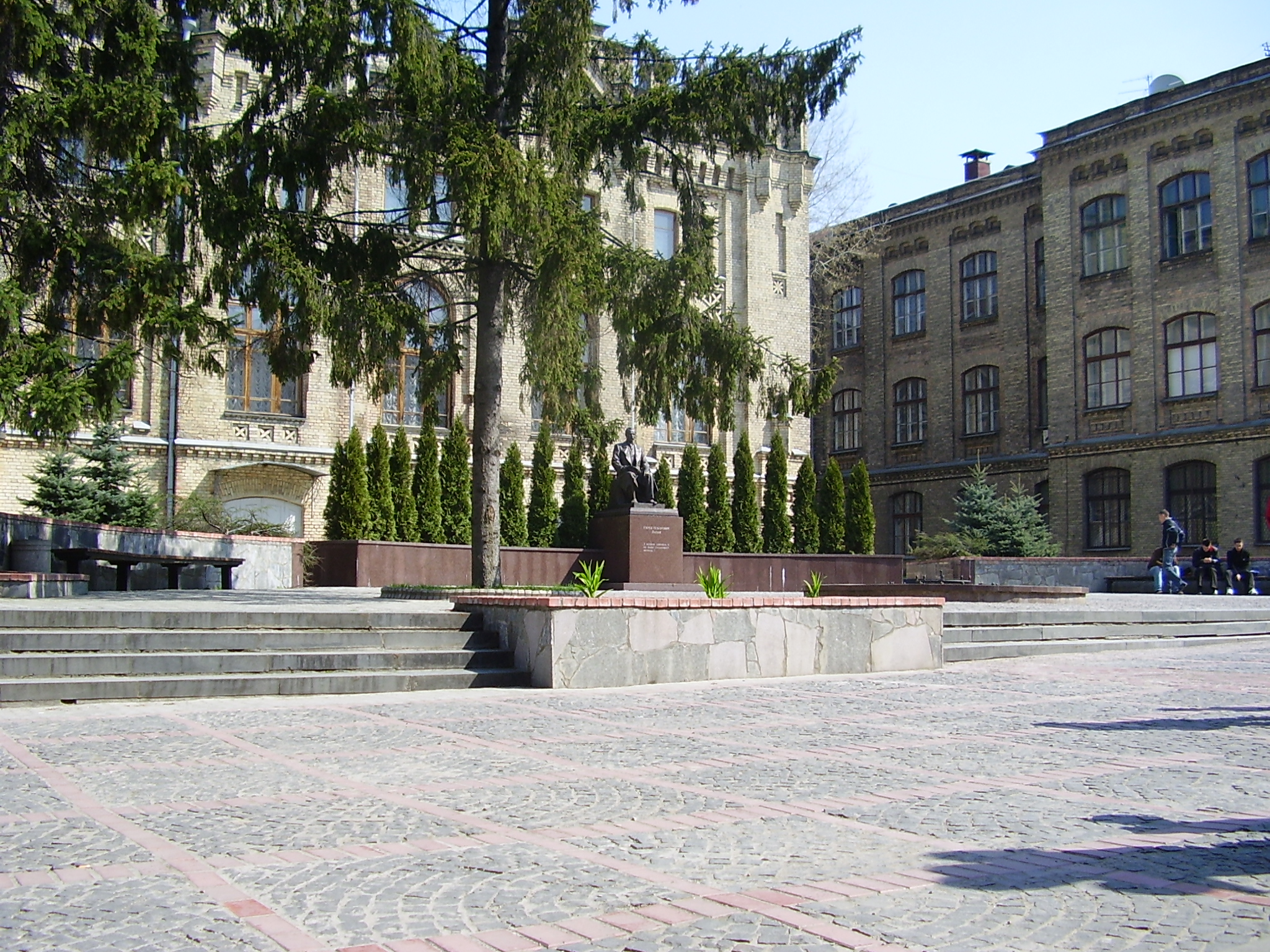
نصب تذكاري لباتون

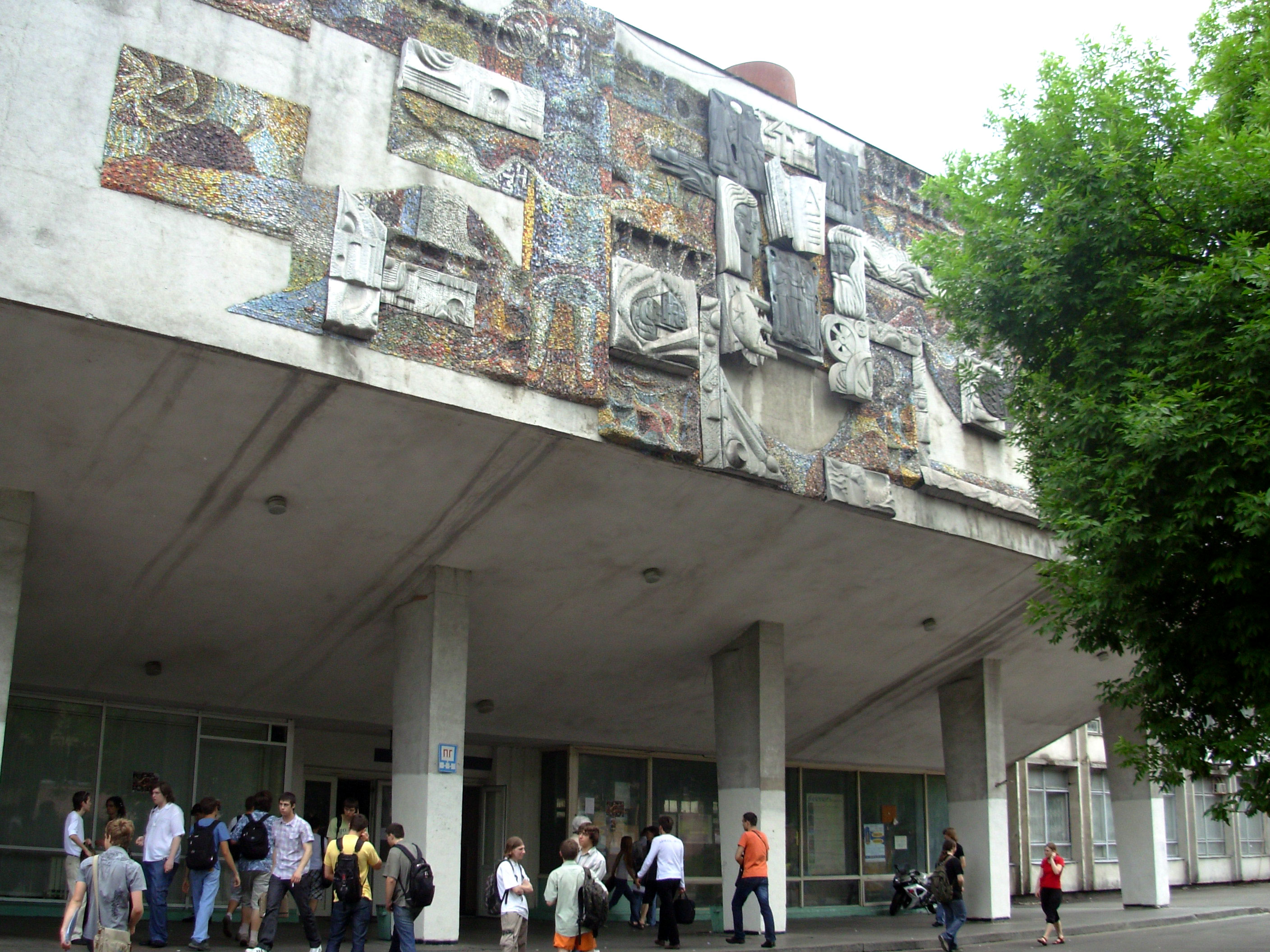
المبنى رقم 18، تكنولوجيا المعلومات وأجهزة الحوسبة

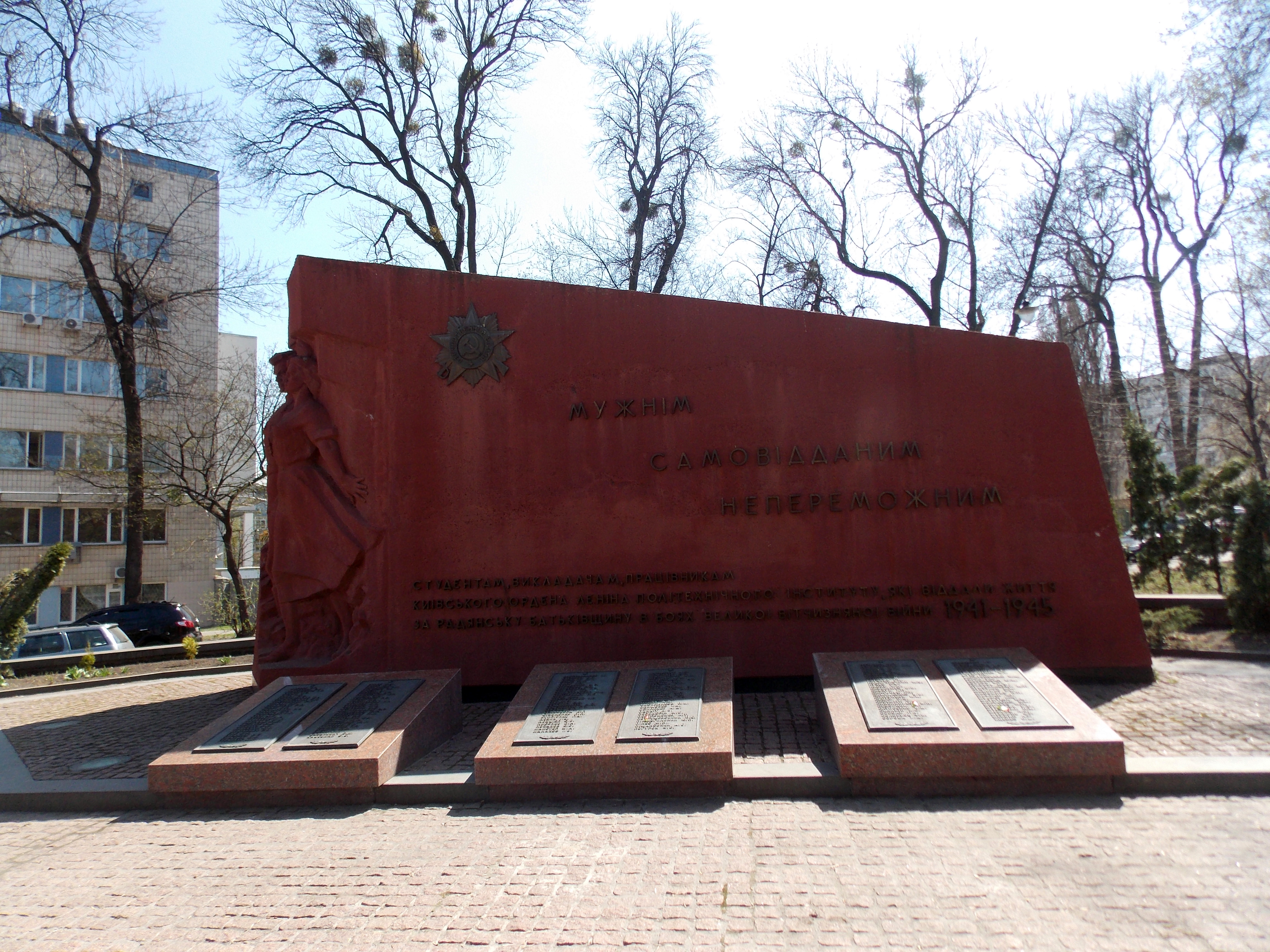
نصب تذكاري للجنود السوفييت الذين قتلوا في الحرب العالمية الثانية

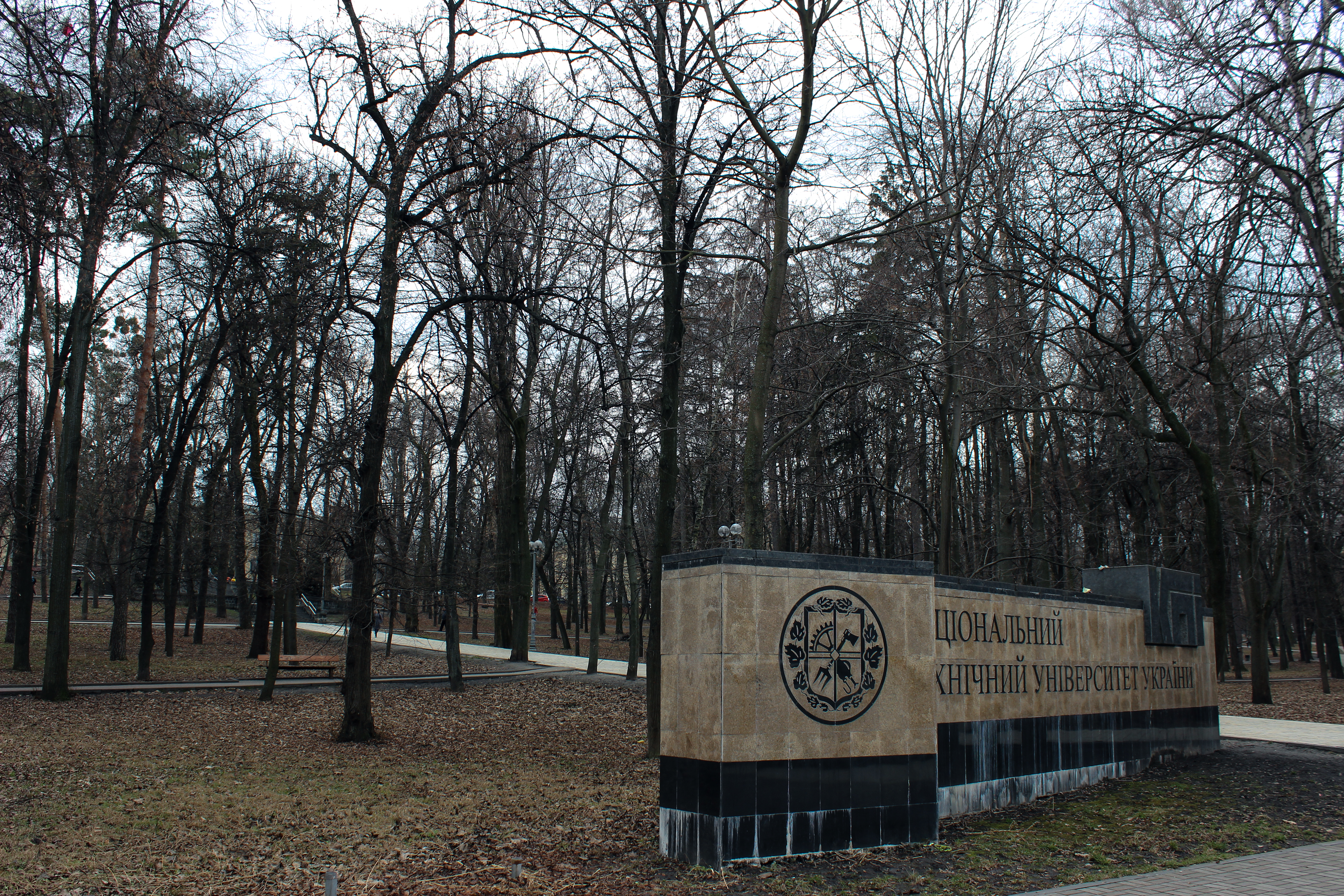
حديقة معهد كييف للفنون التطبيقية

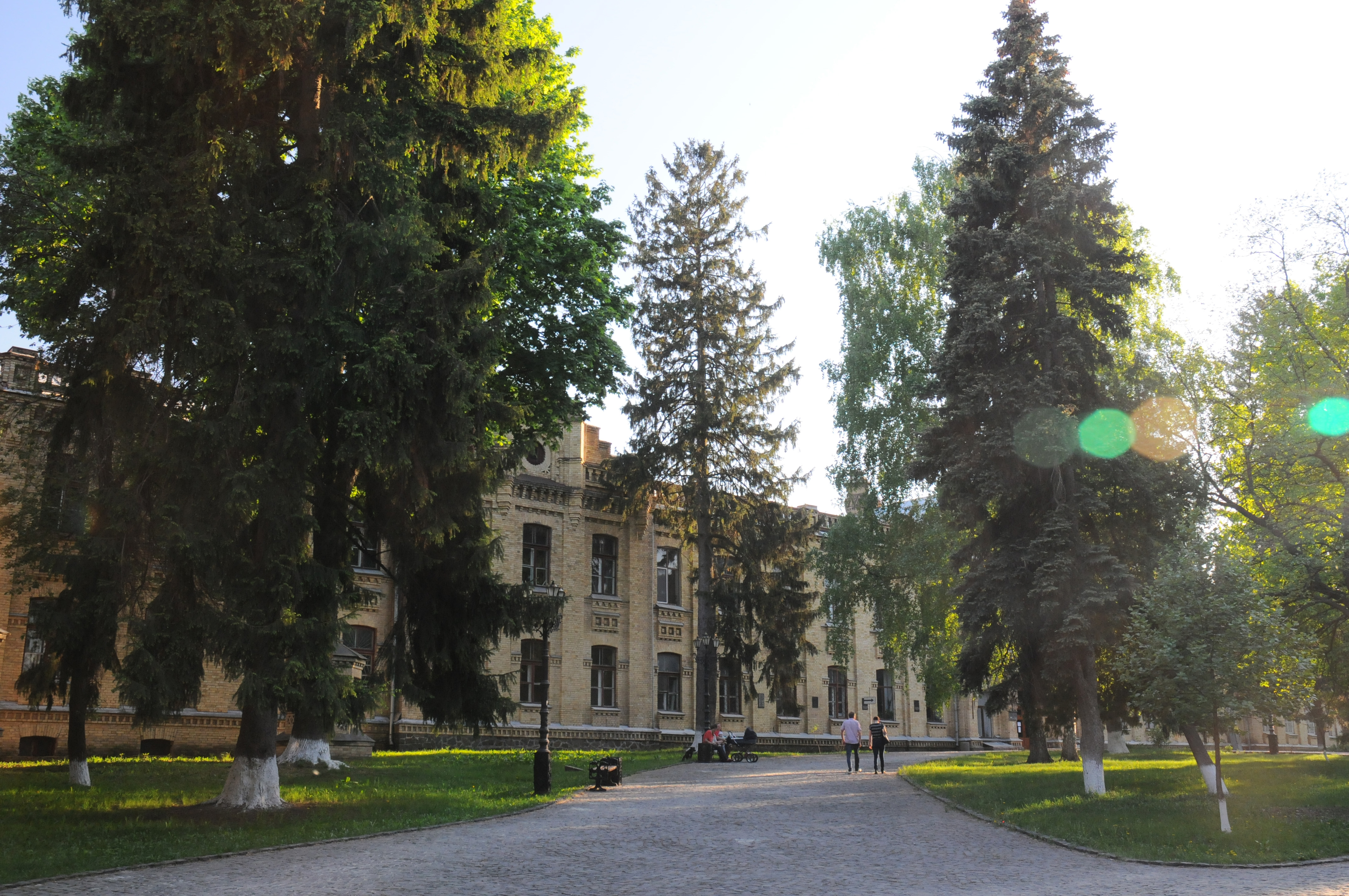
المبني الإداري الرئيسي (المبنى رقم 1)

يعتبر المعهد أيضًا أن الترفيه المنظم عامل مهم جدًا في تنشئة المتخصصين الشباب. ساحة المعرفة هي مركز مجمع كييف بأكمله، ويقيس تقريبًا. 105 × 100 أمتار. ساحة المعرفة متصلة بأحد شوارع المدينة الرئيسية. تقام الاجتماعات والمهرجانات وحفلات التخرج في الميدان. يوجد بالجامعة أيضًا قاعة تجميع بها 1750 مقعدًا. تم افتتاحه في أغسطس 1984. توجد أيضًا العديد من المرافق الرياضية في المعهد. هناك ملاعب تدريب وملاعب كرة قدم وكرة طائرة وكرة سلة تحت تصرف الطلاب. هناك العديد من الرياضيين المصنفين على المستوى الوطن ي بين طلاب هذا المعهد. تم تنظيم بعض المعاهد على أساس معهد البوليتكنيك. من بينها: معهد الهندسة المدنية. المعهد التكنولوجي للصناعات الخفيفة والغذائية، معهد الطيران المدني، معهد بناء الطرق والسيارات، الزراعة (الأكاديمية الزراعية حاليًا) وغيرها. في عام 1934 - 1944 أطلق على كاي بي آي اسم المعهد الصناعي.

### مؤسسات ومختبرات أخرى
- الجمعية العلمية للطلاب والخريجين
- مختبر علمي صناعي
- كرسي اليونسكو في التعليم الفني العالي وتحليل النظم التطبيقية والمعلوماتية
- متحف الدولة للفنون التطبيقية
- جامعة انتركونتيننتال
- مكتبة الجامعة

### مدرسة صيفية
إنجازات المدرسة الصيفية وتطبيقات المعلوماتية والرياضيات والفيزياء المعاصرة (المدرسة الصيفية) هو مشروع تعليمي علمي دولي سنوي لمتطوعين من جمعية طلاب الجامعة للعلوم. ويستهدف جمهورًا دوليًا من الطلاب المتقدمين وخريجي الدراسات العليا والعلماء الشباب. عادة ما يكون هناك حوالي 100 مشارك. يقام تقليديا كل أغسطس منذ عام 2006. كقاعدة عامة، مدة المشروع أسبوعين.

## مجتمع العلم والتعليم

### الحياة الطلابية
في الوقت الحاضر يبلغ عدد الطلاب في الجامعة التقنية الوطنية في أوكرانيا أكثر من 36000. ما يقرب من 400 منهم من الطلاب الدوليين. بهذه الطريقة، يتمتع الطلاب، وخاصة أولئك الذين يعيشون في نزل، بحياة اجتماعية مع زملائهم الطلاب الأجانب وفرصة لمعرفة المزيد عن الثقافات والأشخاص والأفكار الأخرى. يتخرج أكثر من 4500 طالب من KPI كل عام. يتم قبول الدبلوم من قبل الاتحاد الأوروبي. يوجد في الجامعة التقنية الوطنية في أوكرانيا قسم تحضيري للأجانب. هناك إمكانية لدراسة اللغة الإنجليزية وفي نفس الوقت تعلم اللغة الأوكرانية.
يحضر الطلاب المتفرغون إلى المدرسة لمدة 5 سنوات و 6 أشهر؛ بدوام جزئي - 5 سنوات و 10 أشهر. تقدم المدرسة 68 تخصصًا و70 تخصصًا في فروعها الثلاثة. يوجد 16 قسم وكلية منها ما يلي:
- قسم المعلوماتية وهندسة الكمبيوتر الذي يقدم دورات في هندسة الأدوات الإلكترونية وعلم التحكم الآلي وهندسة التحكم وهندسة الكمبيوتر، من بين أمور أخرى.
- قسم أتمتة هندسة الطاقة الكهربائية الذي يقدم دورات في الشبكات الكهربائية والأنظمة الكهربائية ومحطات الطاقة المركزية وتقنيات الجهد العالي وعلم التحكم الآلي للأنظمة الكهربائية.
- تقدم الكلية الكهروصوتية دورات في التسجيلات الصوتية المائية، وتقنيات القياس، والمعالجات الدقيقة.
- كلية الهندسة الإشعاعية
- يقدم قسم الهندسة الفيزيائية دورات في علم المعادن والفلزات والسبائك ومسحوق المعادن وغيرها.

### أعضاء هيئة التدريس والمجتمع الأكاديمي
هناك 70٪ من معلمي الجامعة التقنية الوطنية في أوكرانيا الحاصلين على درجات علمية. من بينهم أكاديميون وأعضاء مراسلون في أكاديمية العلوم الأوكرانية وأساتذة وعلماء مستحقون. لغة التدريس هي اللغة الأوكرانية في الغالب، مع توفر خيارات اللغة الروسية والإنجليزية أيضًا. عدد من عمداء الجامعة خدموا كوزراء للتعليم بما في ذلك رئيس الجامعة الحالي ميخايلو زغوروفسكي. صنف المركز الأوروبي للتعليم العالي التابع لليونسكو معهد كييف للفنون التطبيقية كأفضل جامعة في أوكرانيا.

### خريجون متميزون
عمل عدد كبير من الأشخاص البارزين ودرسوا في الجامعة التقنية الوطنية في أوكرانيا: يفغيني باتون، مخترع اللحام الكهربائي؛ مي كونوفالوف، كيميائي معروف، باردين أعظم علماء المعادن في أوكرانيا، ليولكا، المصمم الأول للمحركات النفاثة في اتحاد الجمهوريات الاشتراكية السوفياتية، عالم الصواريخ سيرجي كوروليوف. مبتكر نوع من المروحيّات، المخترع المعروف إيغور سيكورسكي، عالم معروف في مجال احتراق الوقود وحماية الغلاف الجوي من التلوث الصناعي إسحاق سيغال؛ بوريس ياكوفليفيتش بوكريف، عالم رياضيات بارز معروف بأعماله في الدوال المعقدة والمعادلات التفاضلية والهندسة غير الإقليدية. كان ديمتري مندليف رئيس مجلس الامتحان الأول في كلية الكيمياء.
وتجدر الإشارة أيضًا إلى: ستيفن تيموشينكو، المشهور بأنه والد ميكانيكا الهندسة الحديثة؛ فلاديمير شيلومي، عالم ميكانيكا ومهندس صواريخ سوفياتي؛ ألكسندر ميكولين، مصمم محركات الطائرات السوفيتي وكبير المصممين في ميكولين مكتب تصميم تجريبي، أوليغ توزوني، رئيس قسم الديناميكا الكهربية في معهد علم التحكم الآلي التابع لأكاديمية العلوم. رئيس مجلس إدارة البنك الوطني لأوكرانيا فاليريا هونتاريفا هي أيضًا خريجة.

### المعاهد الأخرى
- جامعة كييف الوطنية للبناء والهندسة المعمارية
- جامعة كييف الوطنية للتكنولوجيا والتصميم
- معهد باتون للحام الكهربائي (الأكاديمية الوطنية للعلوم في أوكرانيا)

## البنية التحتية

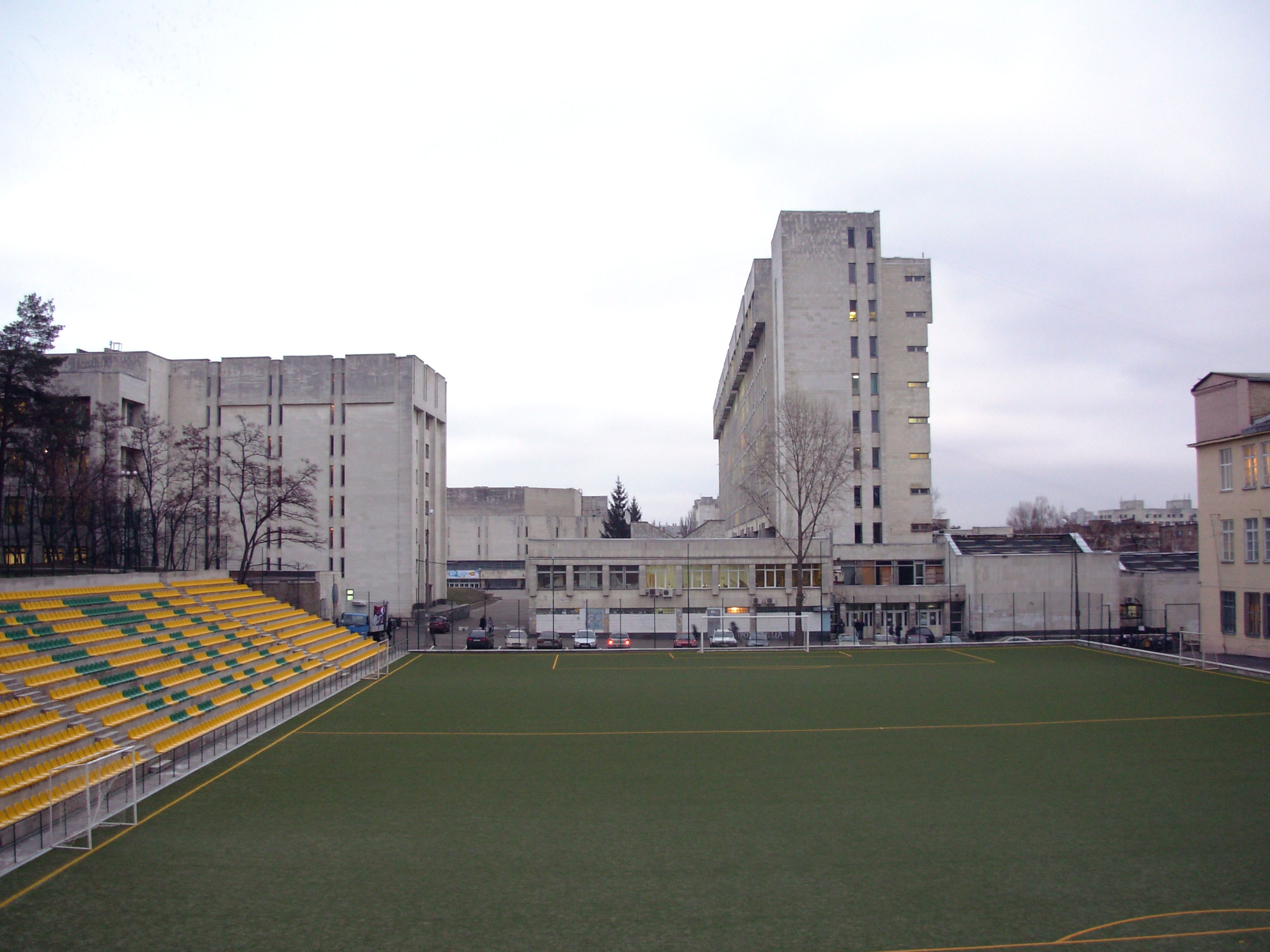
ملعب كرة قدم

تمتلك الجامعة بنية تحتية متطورة للترفيه والتسلية، بما في ذلك الرياضة والترفيه والفنون وغيرها. يوجد بالجامعة مجمع رياضي به مسبح داخلي ومبنى متعدد القاعات وملعب لكرة القدم. كان معهد كييف للفنون التطبيقية مركزًا مهمًا للحياة الرياضية في المدينة. كان فريق كرة القدم «بوليتكنيني» من أوائل فرق كرة القدم الموجودة في الإمبراطورية الروسية في 1906-1917. يوجد بالجامعة العديد من المنتجعات الترفيهية في جميع أنحاء البلاد. يوجد منتجعان بالقرب من كييف، أحدهما يقع في جبال الكاربات والآخر بالقرب من البحر الأسود. يوجد بالجامعة مركز فنون خاص بها يقع في مركز الثقافة والفنون، والمعروف باسمها القياسي السوفيتي «قصر الثقافة». قاعة الحفلات الموسيقية لمركز الجامعة التقنية الوطنية في أوكرانيا للثقافة والفنون هي المكان الرئيسي للتأهل الوطني الأوكراني لمسابقة الأغنية القارية مسابقة الأغنية الأوروبية. يوجد منتزه على أراضي الجامعة أيضًا.

## العلاقات الدولية
معهد كييف بوليتكنيك لديه علاقات اقتصادية خارجية مع 45 شريكًا أجنبيًا من 12 دولة في العالم. تم إبرام 29 اتفاقية و17 عقدًا وتوقيع 77 بروتوكولًا: حصلت الجامعة التقنية الوطنية في أوكرانيا على الشهادة كمشارك في العلاقات الاقتصادية الخارجية. يتم تنفيذ التعاون العلمي والتكنولوجي الدولي الأكثر نشاطًا من قبل رؤساء المعهد مع شركاء من بولندا وألمانيا وبلغاريا والدنمارك ولبنان. في الآونة الأخيرة، أصبحت العلاقات مع الصين والولايات المتحدة وإيطاليا وفيتنام وإسبانيا أكثر نشاطًا. يقوم المعهد بتبادل الطلاب وفقًا لاتفاقية التعاون مع جامعة أوريغون (الولايات المتحدة). كانت الجامعة التقنية الوطنية في أوكرانيا أول جامعة في أوكرانيا انضمت إلى مجتمع الجامعات الأوروبية، ووقعت على ماجنا كارتا للجامعات الأوروبية (بالإنجليزية: Magna Charta of the European Universities)‏ في سبتمبر 2003.

### مدارس صديقة
عمليات التعاون المختارة
- جامعة أوتو فون غريكه في ماغديبورغ (ألمانيا)
- جامعة كلاغنفورت (النمسا)
- جامعة ميسكولك (المجر)
- جامعة أنتويرب (بلجيكا)
- جامعة ولاية أيوا (الولايات المتحدة الأمريكية)
- جامعة مانشستر (بريطانيا العظمى)
- جامعة آنهوي للتكنولوجيا (الصين)
- جامعة أوريغون (الولايات المتحدة الأمريكية)
- جامعة ويسكونسن ماديسون (الولايات المتحدة الأمريكية)

## العمداء
- 1898 - 1902 فيكتور كيربيتشوف
- 1902 - 1904 ميخائيل كونوفالوف
- 1904 - 1905 كونستانتين زفوريكين
- 1905-1906 ميكولا تشيرفينسكي
- 1906-1908 فولوديمير تيموفييف
- 1908-1911 كونستانتين ديمنتييف
- 1911 - 1917 إيفان جوكوف
- 1917-1919 بترو يرتشينكو
- 1919 - 1920 جورج دي ميتز
- 1920 - 1921 سيرهي فيسيلوفسكي
- 1921-1921 إيفان كوخارينكو
- 1921-1929 فيكتور بوبروف
- 1929-1930 ديمتري ميلنيكوف
- 1930 - 1934 غير معروف
- 1934 - 1936 ميكولا يفيموف
- 1936 - 1937 بافلو زيخاريف
- 1937-1941 ميكولا شبيلكو
- 1941-1942 ميكولا فيليتشكيفسكي
- 1942 - 1944 غير معروف
- 1944 - 1952 أولكسندر بليونوف
- 1952 - 1955 فيتالي جريدنييف
- 1955 - 1955 إيفان شفيتس
- 1955 - 1971 أولكسندر بليونوف
- 1971-1987 هريهوري دينيسينكو
- 1987-1992 بترو تالانشوك

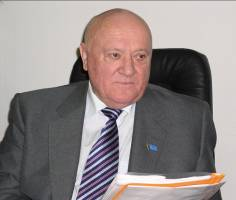
بترو تالانشوك

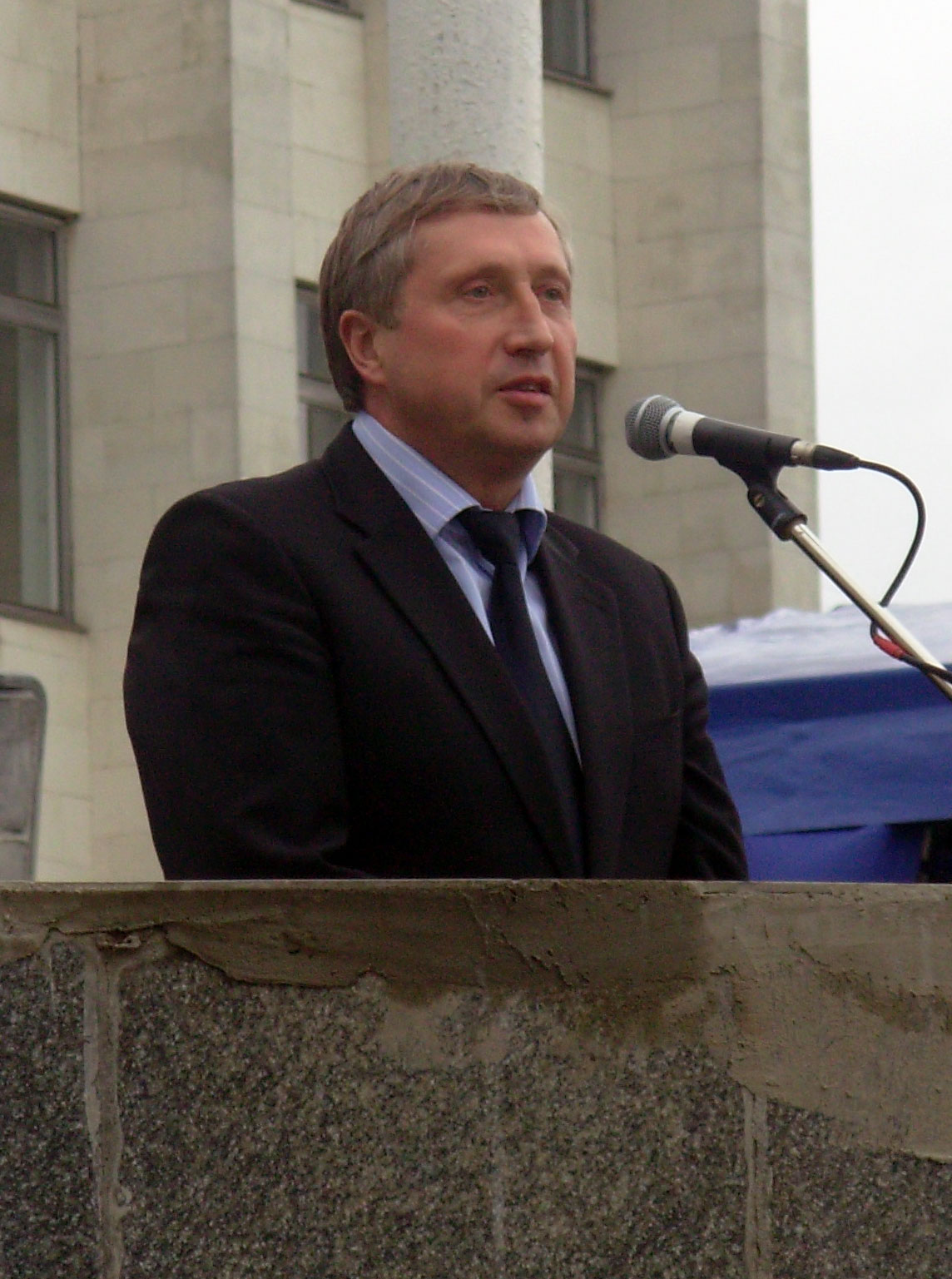
ميخايلو زغوروفسكي

- 1992 إلى الوقت الحاضر ميخايلو زغوروفسكي

## تقييم
الجامعة التقنية الوطنية في أوكرانيا «معهد كييف بوليتكنيك» في التصنيفات الوطنية والدولية لأفضل المؤسسات التعليمية الأوكرانية، وتقييمات أرباب العمل، إلخ.
- التصنيف الأكاديمي للجامعة الأوكرانية «أفضل 200 جامعة أوكرانيا» - المركز الأول. (http://www.euroosvita.net)
- تصنيف أرباب العمل الأوكرانيين «البوصلة» - المركز الأول. (http://www.yourcompass.org)
- تصنيف الجامعات العالمية "Webometrics" - المركز 713 (2012)، 510 (2013) (http://www.webometrics.info)
- تصنيف جامعة كيو إس العالمية - 701+ (http://www.topuniversities.com)

## المجلات العلمية
- الإلكترونيات الراديوية وأنظمة الاتصالات.[53][54][55]
- بحوث النظم وتكنولوجيا المعلومات.[56][57]
- مجلّة الجامعة التقنية الوطنية في أوكرانيا للأخبار العلميّة[58][59][60][61]
- مجلّه المعلوماتية والتشغيل وعلوم الكمبيوتر[62][63]

## روابط خارجية
- معهد كييف للفنون التطبيقية
- تاريخ معهد كييف للفنون التطبيقية
- مركز التعليم الدولي بالجامعة
- مجلس الطلاب في معهد كييف للفنون التطبيقية
- خريطة الحرم الجامعي